# كورت كارلسن
كورت كارلسن (بالدنماركية: Kurt Carlsen)‏ هو بحار دنماركي، ولد في 20 فبراير 1914 في هيليرود في الدنمارك، وتوفي في 7 أكتوبر 1989.